# Schwarzer Obelisk

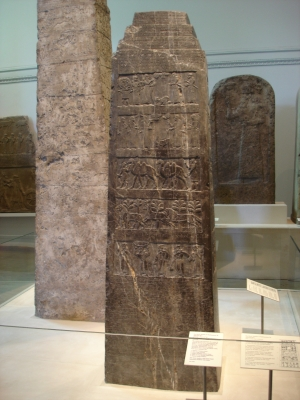
Der schwarze Obelisk von Salmanassar III.

Der Schwarze Obelisk von Salmanassar III. (regierte etwa 858 bis 824 v. Chr.) ist ein neu-assyrischer schwarzer Flachrelief-Kalkstein aus Nimrud (Kalchu) im nördlichen Irak. Er hat eine Höhe von 197,85 cm und eine Breite von 45,08 cm. Derzeit ist er im British Museum ausgestellt.
Unter den bisher entdeckten assyrischen Obelisken ist er am besten erhalten und ist historisch bedeutsam wegen der frühesten Darstellung eines Israeliten. Der Obelisk wurde 825 v. Chr., in einer Zeit des Bürgerkrieges, als ein öffentliches Denkmal aufgestellt. 1846 wurde er von dem Archäologen Sir Henry Layard entdeckt.
Der Obelisk weist 20 Reliefdarstellungen auf, fünf an jeder Seite. Sie stellen fünf unterworfene Könige dar, welche Tribut darbringen und sich vor dem assyrischen König niederwerfen. Von oben nach unten sind dies:
- Sua, der maddattu von Gilzanu (KUR gil-a-na-a-a) im Nordwest-Iran
- Jehu aus dem Hause Omri (ia-u-a DUMUhu-um-rii), das antike Nordreich Israel. Nach Ansicht einiger Forscher sollte ia-u-a allerdings nicht als Jehu, sondern als Joram gelesen werden.
- der maddattu von Mušri (ša mat mu-uš-ri), Ägypten?
- Marduk-apil-uṣur von Šuhi am mittleren Euphrat, Syrien und Irak
- Qalparunda von Patina (die Gegend von Antakya/Türkei).

Jede Szene belegt vier Felder um den Obelisken herum und enthält jeweils darüber eine Beischrift in Keilschrift.
Das zweite Register von oben enthält das älteste erhaltene Bild eines Israeliten: Jehu, König von Israel, der sich vor dem assyrischen König niederwirft. Die Beischrift beschreibt, wie Jehu seinen Tribut bringt bzw. sendet, etwa im Jahre 841 v. Chr. Jehu löste Israels Bündnis mit den phönizischen Stadtstaaten und Juda und wurde assyrischer Vasall. Die Beischrift oberhalb der Darstellung, in akkadischer Sprache geschrieben, kann folgendermaßen übersetzt werden:

„Tribut von Jehu, Sohn des Omri: Ich erhielt von ihm Silber, Gold, eine goldene Schale, eine goldene Vase mit bemaltem Boden, goldene Becher, goldene Gefäße, Zinn, ein Szepter für die Hand des Königs und Speere (puašatu).“

Am oberen Ende sowie am Boden des Reliefs befindet sich eine lange keilschriftliche Inschrift, welche die Annalen Salmanassar III. aufzeichnet. Sie listet die jährlichen Feldzüge des Königs und seines Feldherrn bis zum 31. Regierungsjahr auf. Einige Besonderheiten legen die Vermutung nahe, dass die Arbeit vom Oberbefehlshaber Dajan-Aššur in Auftrag gegeben wurde.